# Eldin Hadžić
Eldin Hadžić (Sarajevo, 14 ottobre 1991) è un ex calciatore bosniaco, di ruolo centrocampista.

## Carriera
Ha giocato nella seconda divisione spagnola.